# القادة العالميون الشباب
منظمة القادة العالميين الشباب أو (مُلتقى القادة العالميين الشباب)، هي منظمة مستقلة غير ربحية، تُدار من العاصمة السويسرية جنيف وبإشراف من الحكومة السويسرية.

## عمل المنظمة
تسعى المنظمة إلى تمكين الشباب الطموح عبر توفير فرص التعلم والتطوير الشخصي من خلال ورش عمل وبرامج تدريبية تغطي مجالات متعددة، مثل المهارات القيادية، وريادة الأعمال، والتطوير المهني. كما تعمل على تعزيز قيم القيادة والتفاعل الاجتماعي والتعاون، من خلال مبادرات تهدف إلى بناء مجتمعات شبابية أكثر تفاعلًا وإنتاجية. بالإضافة إلى ذلك، تُنظم فعاليات ومسابقات تهدف إلى تحفيز الابتكار والإبداع، وتشجيع تبادل الخبرات بين المشاركين.

## تاريخ
أسس المنظمة كلاوس شواب وهو مؤسس ملتقى الاقتصاد العالمي في عام 2004 م، وتدار المنظمة من قِبل قادة عالميين وصناعيين، بدءاََ من الملكة رانيا العبدالله ملكة الأردن إلى رئيسة موقع ياهو ماريسا ماير، وجيمي ويلز أحد مؤسسي ويكيبيديا أسس شواب هذه المجموعة بمليون دولار، ربحها من جائزة دان ديفيد، وكان الافتتاح عام 2005 م، تتألف المنظمة من 237 قائدًا شابًا، كما أن منظمة القادة العالميين الشباب تشارك في لقاء سنوي مع الرواد الجدد التي تأسست عام 2007 م، وعُرفت بشكل غير رسمي بإسم «صيف دافوس» إلى جانب شركات النمو العالمي وغيرها من الوفود إلى المنتدى الاقتصادي العالمي.

### احتفاء
وصف المحرر في مجلة بزنيسس ويك بروس نوسباوم منظمة القادة العالميون الشباب، بأنها أكثر شبكة اجتماعية خاصة وحصرية في العالم، كما أن المنظمة نفسها تعتبر القادة المختارين كممثلين لصوت المستقبل والآمال للأجيال القادمة.

## عملية الاختيار
ينتقى القادة العالميون الشباب من أكثر من 70 دولة مختلفة، ويعين القادة العالميون الشباب من قبل الخريجين وتكون مدة خدمتهم للمنظمة 6 سنوات، إضافة إلى أنها تكون خاضعة لحق النقض أثناء عملية الاختيار، كما أنه لا بد من أن يكون عمر المرشحين أقل من 38 عاما خلال وقت القبول (مما يعني أن أعمار القادة العالميون الشباب الفعلي هو 44 عاما وأصغر)، علاوة على ذلك يجب أن يكونوا قد حققوا إنجازات كبيرة في مجالاتهم. يوجد في المنظمة المئات من الأعضاء على مر السنين، حيث تتضمن العديد من المشاهير إلى جانب أصحاب الإنجازات المعترف بها و المبتكرين في مجالات: السياسة، الأعمال، الأوساط الأكاديمية، الإعلام، والفنون.

## الأعضاء والخريجون
تشمل القادة العالميون الشباب خريجين وأعضاء بارزين وهم:
- جاسيندا أردين
- ليرا أويرباخ
- سيرجى برين
- أندرسون كوبر
- ليوناردو ديكابريو
- ساندرو سالسانو
- أولافور إلياسون
- فلوريان هنكل فون دونرسمارك
- سباستيان كورز
- أشتون كوتشر
- جاك ما
- تول الله أوني
- لاري بيج
- مايكل شوماخر
- تشارلي ثيرون
- بهافن تركيا
- فاسي زاكا
- مارك زوكربيرج

## مشاريع القادة
في عام 2007 بدأ القادة العالميون الشباب ببرنامج يُدعى (طاولة لشخصين)، والذي يهدف لمنع سوء التغذية في دول العالم الثالث والسمنة في الدول المتقدمة.
و في عام 2010 انضم كلٌ من: جيمي وولز مؤسس ويكيبيديا وويكيا، ومؤسس عملية الأمل جون هوب بريانت، وهم أحد القادة العالميين الشباب إلى رئيس بورصة الدار الأبيض كريم حاج، وذلك لإنشاء مبادرة ويكيا عملية الأمل العالمية والتي تعمل على ترجمة منهج التمكين المالي الشخصي إلى اللغات المتداولة في شمال إفريقيا وهي الفرنسية والعربية.